# Dwarka
Este artículo versa sobre una ciudad en Guyarat. Para la ciudad antigua narrada en la literatura épica hindú, véase Dvārakā.
Dwarka, Dvarka, Dwaraka o Dvaraka ([Dwārakā]ⓘ (del guyaratí: દ્વારકા) es una ciudad de la India en el distrito de Devbhoomi Dwarka, estado de Guyarat. Se la considera una de las ciudades sagradas de la India.

## Historia

### Leyenda
Según el texto épico mitológico Majábharata del siglo III a. C., Duarka era una inmensa y riquísima ciudad construida sobre una isla por el dios Krisná luego de convertirse en rey (en su adolescencia era un pastor de vacas).
Él había escapado de Mathura (en el centro de la India) con su pueblo, después de los repetidos ataques del poderoso rey Yarasandha.
Debido a una maldición que pesaba sobre Krishná y su familia (los iadus), la isla se hundió en el mar.
Basándose en estas leyendas, en los años noventa, el arqueólogo S. Rao realizó investigaciones frente a las costas de la actual ciudad de Duarka, y encontró algunos restos, anclas antiguas, y antiquísimas vasijas de la cultura del valle del Indo (del III milenio a. C.).
El matemático e historiador uzbeko Al-Biruni (973-1048) la menciona como Baruwi. La ciudad fue un nido de piratas. Fue saqueada por el sultán de Guyarat en 1473 en venganza por un ataque pirata contra el negociante Mawlana Mahmud al-Samarkandi. Tras ser arrasada, fue reconstruida. El sultán Muzaffar III, último sultán de Guyarat, perseguido por las tropas imperiales mogoles, se refugió aquí en 1592. Fue refugio de piratas hasta el siglo XIX en que aparecieron los británicos. Formó parte entonces de la taluka Okhamandal, una de las dos divisiones del prant de Amreli del principado de Baroda.
En 1901 tenía 7535 habitantes. Su puerto era Rupan, a unos 2 km al norte. Fue sede del batallón de Baroda, que tenía como misión controlar a los vaghers, y cuando estas tribus se rebelaron en 1859, la ciudad fue asaltada por los británicos, que colocaron al mando un oficial político a las órdenes del residente de Baroda. 
A fines del siglo XIX se convirtió en municipio.

## Geografía
Se encuentra a una altitud de 138 m s. n. m. en la desembocadura del río Gomti, a 463 km de la capital estatal, Gandhinagar. En el extremo noroccidental de la península de Kathiawar. Localizada en la zona horaria IST UTC+05:30.

## Demografía
| Gráfica de evolución de Dwarka entre 1991 y 2011 |
|                                                  |

Según estimación 2011 contaba con una población de 38 619 habitantes.